# Salzburger Volkskultur

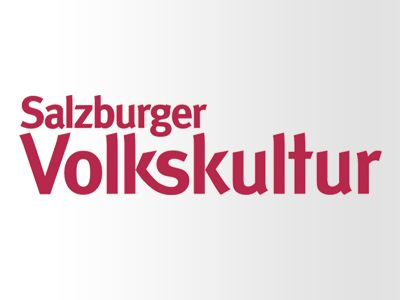
Logo Salzburger Volkskultur

Der Landesverband Salzburger Volkskultur ist eine Dachorganisation aller volkskulturellen Landesverbände im Land Salzburg in Salzburg.
Zum Dachverband gehören:
- der Chorverband Salzburg,
- der Landesverband der Salzburger Heimatvereinigungen,
- der Landesverband der Salzburger Schützen,
- das Salzburger Volksliedwerk,
- die Salzburger Landesarbeitsgemeinschaft für Volkstanz und
- der Salzburger Blasmusikverband.

Das vorrangige Ziel ist es, regionale Kulturformen im Land Salzburg zu fördern, zu dokumentieren, zu leben und erlebbar zu machen.